# Fantastic Mr. Fox
Fantastic Mr. Fox (titulada Fantástico Sr. Fox en España y El fantástico Sr. Zorro en Hispanoamérica) es una película de animación en stop motion, basada en el libro homónimo de Roald Dahl, estrenada en los cines de Estados Unidos el 6 de noviembre de 2009. La película está dirigida por Wes Anderson, y producida por Regency Enterprises e Indian Paintbrush, junto a 20th Century Fox.
La película cuenta con las voces de George Clooney, Meryl Streep, Jason Schwartzman, Bill Murray, Wally Wolodarsky, Eric Chase Anderson, Michael Gambon, Willem Dafoe, Owen Wilson, Jarvis Cocker y muchos más.

## Argumento
La historia comienza con el Sr. Fox, un zorro que roba las gallinas de los agricultores. Mientras asalta la granja de Berk, donde buscaba robar unos polluelos, el Sr. Fox activa una trampa para zorros que se enjaula junto con su esposa Felicity. Felicity le revela a su esposo que está embarazada y le ruega que encuentre un trabajo más seguro si escapan, y él acepta.
Dos años humanos (12 años zorro) después, los Zorros y su hijo Ash viven en un agujero. Fox, ahora columnista de un periódico, traslada a la familia a una casa mejor dentro de un árbol, ignorando las advertencias de su abogado, sobre lo peligrosa que es la zona para los zorros debido a su proximidad a las instalaciones administradas por tres temidos granjeros: Boggis (un granjero de pollos), Bunce (un granjero de patos y gansos) y Bean (un granjero de pavos y manzanas).
Poco después de que los Zorros se muden, el sobrino de Felicity, Kristofferson Silverfox, viene a vivir con ellos. Ash encuentra esta situación intolerable; su primo es superior a él en casi todo, y todos están encantados con Kristofferson. Anhelando sus días como ladrón, el Sr. Fox y su amiga Kylie, una zarigüeya, roban productos agrícolas y aves de corral de las tres granjas durante tres noches seguidas. Enfurecidos, los granjeros deciden matar al Sr. Fox. Ellos acampan cerca de su casa, y cuando el Sr. Fox emerge, abren fuego pero solo logran dispararle la cola. Después de demoler el sitio del árbol mientras intentaban desenterrar al Sr. Fox, descubren que los Fox han cavado un túnel de escape. Como los zorros tendrán que salir a la superficie en busca de comida y agua, los granjeros esperan en la boca del túnel. En la clandestinidad, Felicity está molesta porque el Sr. Fox volvió a sus caminos de ladrones.
Más tarde, el grupo se encuentra con Badger y muchos otros animales residentes locales cuyas casas también han sido destruidas por los granjeros. A medida que los animales comienzan a temer morir de hambre, el Sr. Fox los conduce a una expedición de excavación para hacer un túnel a las tres granjas y les roba.
Mientras los otros animales se dan un festín, Ash y Kristofferson comienzan a reconciliarse después de que Kristofferson defiende a Ash de un matón. Los primos regresan a la granja de Bean, con la intención de recuperar la cola que falta, pero Kristofferson es capturado.
Al descubrir que el Sr. Fox ha robado sus productos, los granjeros y el jefe de bomberos inundaron la red de túneles de los animales con algo de sidra de Bean, atrapando a los animales en las alcantarillas.
Al darse cuenta de que los granjeros planean usar a Kristofferson para atraerlo a una emboscada, el Sr. Fox se dirige a la superficie para rendirse, pero regresa cuando Rat, el guardia de seguridad de Bean, se enfrenta a los animales y ataca a Ash y Felicity. Una pelea entre el Sr. Fox y Rat da como resultado que este último sea empujado a un generador, electrocutándolo. Antes de morir, Rat revela la ubicación de Kristofferson. El Sr. Fox les pide a los granjeros una reunión en la ciudad cerca del centro de alcantarillado donde se rendiría a cambio de la libertad de Kristofferson.
Los granjeros preparan una emboscada, pero los animales, anticipándose a ella, lanzan un contraataque que permite al Sr. Fox, Ash y Kylie entrar a la granja de Bean sin ser detectados. Ash libera a Kristofferson y desafía el fuego enemigo para liberar un perro de caza rabioso para mantener a raya a los granjeros, permitiendo que el grupo escape.
Mientras estos escapan de la granja de Bean con una motocicleta, se detienen un momento al notar a lo lejos la presencia de un hermoso lobo que los observaba, un animal que al Sr. Fox le tiene fobia, luego de que este intentara comunicarse con el majestuoso lobo, el animal parecía no entender, por lo que el Sr. Fox accede a levantar su puño hacia el aire, y el lobo también responde con el mismo gesto, dando como una señal de amistad entre el zorro y el lobo, luego de que este se marcha, el Sr. Fox y compañía continúan su camino.
Los animales pronto se instalan en sus nuevos hogares en las alcantarillas, invitando a otros animales a unirse a ellos. Poco después, Fox allana una tienda de comestibles que pertenece a Boggis, Bunce y Bean, donde Felicity revela que está embarazada nuevamente mientras los animales bailan en el pasillo.

## Reparto
En el caso de los personajes, los dobladores originales fueron:
- George Clooney como Mr. Fox, un zorro rojo y ladrón de aves que ahora es un columnista de un periódico.
- Meryl Streep como Sra. Felicity Fox, esposa de Mr. Fox.
- Jason Schwartzman como Ash Fox, su hijo.
- Bill Murray como Clive Tejón, el abogado de Mr.Fox que trabaja en el buffet Tejón, Castor y Castor.
- Willem Dafoe como Rata, una rata negra que trabaja como guardia de seguridad de Franklin Beans en su bodega secreta de sidra.
- Owen Wilson como Entrenador Skip, una nutria de río albina que lidera el equipo de Whack-Bat de la escuela.
- Adrien Brody como Rickity, un sastre campañol de pradera.
- Wes Anderson como Comadreja , un inteligente agente de bienes raíces que vende a Mr. Fox el hogar en la base de un árbol.
- Roman Coppola como Ardilla, un contratista que supervisa la modificación de la casa del árbol de Fox.
- Jarvis Cocker como Petey, empleado de Mr. Bean.
- Michael Gambon como Franklin Bean, un flaco agricultor de pavos y manzanas a quien Mr.Fox roba.
- Eric Chase Anderson como Kristofferson, un zorro de plata, que es sobrino de la señora Fox.
- Wally Wolodarsky como Kylie, una zarigüeya que está ayudando a construir la casa del árbol de Fox y se convierte en su cómplice ladrón.
- Karen Duffy como Linda Nutria una secretaria en la empresa Tejón, Castor, y Castor.
- Robin Hurlstone como Walter Boggis, un gordo criador de pollos a quien Mr. Fox roba.
- Hugo Guinness como Nathan Bunce, un enano agricultor de patos y gansos a quien Mr.Fox roba.
- Helen McCrory como Mrs. Bean, la esposa de Franklin Bean.
- Juman Malouf como Agnes, un zorra que es amiga de la escuela de Ash.
- Garth Jennings como Hijo de Bean.
- Brian Cox como Daniel Peabody, un reportero de Action 12.
- Tristán Oliver como el hombre encargado de los explosivos.
- James Hamilton como Topo, un músico topo que ayuda a Mr. Fox.
- Steven M. Rales como Mr. Castor, un abogado castor en Tejón, Castor y Castor y que ayuda a Mr. Fox.
- Jeremy Dawson como Hijo del Sr. Castor, el hijo sin nombre del Sr. Castor, que es compañero de laboratorio de Kristofferson.
- Mario Batali[1] como el Sr. Conejo, un chef en la comunidad de Fox que ayuda a Mr.Fox.
- Rob Hersov como piloto.
- Jennifer Furches como la Dra. Tejón una pediatra que es la esposa de Tejón.
- Allison Abbate como exnovia del Sr. Conejo, un conejo que trabaja como contador.
- Molly Copper como chica conejo.
- Martin Ballard como jefe de bomberos.

## Promoción
Para promocionar la película, el restaurante de comida rápida McDonald's sacó una colección de ocho juguetes de personajes del filme. También se lanzó un videojuego para el IPod touch, iPhone y IPad. Así mismo, se lanzó al mercado una serie de libros de colección de la película.

## Producción
La película es el primer film animado del director Wes Anderson, que utiliza la clásica técnica de la animación de toma fija para narrar la historia del best-seller para niños de Roald Dahl, el autor de clásicos como Charlie y la fábrica de chocolate y James y el melocotón gigante y autor de la novela infantil Matilda. La película está producida por Allison Abbate, Scott Rudin, Wes Anderson y Jeremy Dawson, junto con Steven Rales y Arnon Milchan como productores ejecutivos.
La película incluye al director de animación Mark Gustafson, el director de fotografía Tristan Oliver y el diseñador de producción Nelson Lowry. Completan el elenco técnico el supervisor de edición Andrew Weisblum, el supervisor de música Randall Poster, y las marionetas fabricadas por MacKinnon and Saunders. La música ha sido compuesta y dirigida por Alexander Desplat.

## Curiosidades
Una de las condiciones que puso Anderson fue que el color verde no debía aparecer en la película, por esa razón toda la paleta de colores son mostaza, amarillo, rojo y beige. En un principio, el diseño de los personajes y su moldeado se parecía más a un animal, pero Anderson quería que los personajes tuviesen una personalidad más humana, que caminasen verticalmente y que llevasen ropa adecuada. En cuanto a esto último, los trajes de pana de Mr. Fox estaban basados en la indumentaria de Anderson a través de una muestra de tela.
Wes Anderson y Noah Baumbach se quedaron en Gipsy House a escribir el guion para sentir la atmósfera. Felicity Dahl, viuda del escritor Roald Dahl, los acogió en las habitaciones de la vivienda contigua y se quedaron allí durante dos semanas trabajando el guion.

## Banda sonora
La partitura de la película fue compuesta por Alexandre Desplat. Jarvis Cocker comentó que él escribió "tres, cuatro" canciones para la película, uno de los cuales fue incluido en la banda sonora. La banda sonora también contiene una selección de canciones de los Beach Boys, Bobby Fuller, Burl Ives, Georges Delerue, The Rolling Stones, y otros artistas. Un álbum de banda sonora de la película fue lanzada el 3 de noviembre de 2009. Contiene los siguientes temas: 
| N.º | Título                                                                                        | Artista               | Duración |  |
| 1.  | «American Empirical Pictures»                                                                 | Alexandre Desplat     | 0:15     |  |
| 2.  | «The Ballad of Davy Crockett» (proveniente de Davy Crockett, King of the Wild Frontier, 1954) | The Wellingtons       | 1:40     |  |
| 3.  | «Mr. Fox in the Fields»                                                                       | Alexandre Desplat     | 1:03     |  |
| 4.  | «Heroes and Villains» (proveniente deSmiley Smile, 1967)                                      | The Beach Boys        | 3:37     |  |
| 5.  | «Fooba Wooba John» (proveniente de Little White Duck, 1959)                                   | Burl Ives             | 1:07     |  |
| 6.  | «Boggis, Bunce, and Bean»                                                                     | Alexandre Desplat     | 0:51     |  |
| 7.  | «Jimmy Squirrel and Co.»                                                                      | Alexandre Desplat     | 0:46     |  |
| 8.  | «Love» (proveniente de Robin Hood, 1973)                                                      | Nancy Adams           | 1:49     |  |
| 9.  | «Buckeye Jim» (proveniente de Little White Duck, 1959)                                        | Burl Ives             | 1:19     |  |
| 10. | «High-Speed French Train»                                                                     | Alexandre Desplat     | 1:26     |  |
| 11. | «Whack-bat Majorette»                                                                         | Alexandre Desplat     | 2:57     |  |
| 12. | «The Grey Goose» (proveniente deLittle White Duck, 1959)                                      | Burl Ives             | 2:49     |  |
| 13. | «Bean's Secret Cider Cellar»                                                                  | Alexandre Desplat     | 2:07     |  |
| 14. | «Une Petite Île» (proveniente de Two English Girls, 1971)                                     | Georges Delerue       | 1:36     |  |
| 15. | «Street Fighting Man» (proveniente deBeggars Banquet, 1968)                                   | The Rolling Stones    | 3:15     |  |
| 16. | «Fantastic Mr Fox AKA Petey's Song»                                                           | Jarvis Cocker         | 1:21     |  |
| 17. | «Night and Day» (grabado1946, publicado 1984 en Masters of Jazz)                              | Art Tatum             | 1:28     |  |
| 18. | «Kristofferson's Theme»                                                                       | Alexandre Desplat     | 1:36     |  |
| 19. | «Just Another Dead Rat in a Garbage Pail (Behind a Chinese Restaurant)»                       | Alexandre Desplat     | 2:34     |  |
| 20. | «Le Grand Choral» (proveniente de Day for Night, 1973)                                        | Georges Delerue       | 2:24     |  |
| 21. | «Great Harrowsford Square»                                                                    | Alexandre Desplat     | 3:21     |  |
| 22. | «Stunt Expo 2004»                                                                             | Alexandre Desplat     | 2:28     |  |
| 23. | «Canis Lupus»                                                                                 | Alexandre Desplat     | 1:16     |  |
| 24. | «Ol' Man River» (grabado en 1968, publicado en 2001 on Hawthorne, CA)                         | The Beach Boys        | 1:18     |  |
| 25. | «Let Her Dance» (sencillo, 1965)                                                              | The Bobby Fuller Four | 2:32     |  |
| 26. | «I Get Around»                                                                                | The Beach Boys        | 2:12     |  |

## Distribución

### Premier
La película tuvo su estreno mundial como la película de apertura de la 53.ª edición del Festival de Cine de Londres el 14 de octubre de 2009.

### Estreno en cines
La película fue estrenada en cines el 13 de noviembre de 2009 por 20th Century Fox y Regency Enterprises.

### Versión casera
La película fue lanzada en DVD y Blu-ray el 16 de marzo de 2010 por 20th Century Fox Home Entertainment. La Criterion Collection lanzó la película en Blu-ray y DVD el 11 de febrero de 2014.

## Recepción

### Crítica
Fantastic Mr. Fox recibió críticas positivas de una gran mayoría de los críticos. La película tiene actualmente una calificación de 92% "Certified Fresh" en Rotten Tomatoes basado en 224 comentarios, con el consenso del sitio declarando "Fantastic Mr. Fox es una fiesta deliciosamente divertida para los ojos con un atractivo multi-generacional - y se nota que Wes Anderson tiene una habilidad especial para la animación ".
En 2011, Richard Corliss de la revista Time la nombró una de" Las 25 mejores películas de animación de todos los tiempos ".

### Taquilla
A pesar de su éxito crítico, los ingresos de taquilla de la película fueron eclipsados por otras películas, en particular la Saga Crepúsculo: Luna Nueva y Alvin y las Ardillas. Fantastic Mr. Fox recaudó $ 21.002.919 en los EE. UU., y $ 25.468.104 en todo el mundo, haciendo un total de $ 46.471.023.

### Premios Óscar[9]
| Año  | Categoría                   | Película          | Resultado |
| ---- | --------------------------- | ----------------- | --------- |
| 2009 | Mejor película de animación | Wes Anderson      | Nominada  |
| 2009 | Mejor banda sonora          | Alexandre Desplat | Nominada  |

### Globos de Oro
| Año  | Categoría                                | Película     | Resultado |
| ---- | ---------------------------------------- | ------------ | --------- |
| 2010 | Globo de Oro a la mejor película animada | Wes Anderson | Candidato |

### Premios BAFTA
| Año  | Categoría                   | Persona                     | Resultado |
| ---- | --------------------------- | --------------------------- | --------- |
| 2009 | Mejor Película de Animación | Mejor Película de Animación | Candidata |
| 2009 | Mejor Música Original       | Alexandre Desplat           | Candidato |